# Ягодный (Братский район)
Ягодный — упразднённый населённый пункт (тип: разъезд) в Братском районе Иркутской области России. Входил на год упразднения в состав Турманской сельской администрации. Исключён из учётных данных в 1998 году.
Ныне урочище на территории Турманского муниципального образования.

## География
Располагался на правом берегу реки Талей (приток реки Турма), у остановочного пункта 237-й км на линии Тайшет — Лена Восточно-Сибирской железной дороги, в 7 км к северо-западу от посёлка Турма.

## История
По всей видимости возник в 1958 году как посёлок при разъезде № 18 Восточно-Сибирской железной дороги.
Постановлением губернатора Иркутской области от 23 июля 1998 года № 494-п разъезд исключен из учётных данных.

## Инфраструктура
Железнодорожный остановочный пункт Лес (разъезд № 18).

## Транспорт
Урочище доступно железнодорожным транспортом.